# 純チョコレート規格
純チョコレート規格とは、日本の全国チョコレート業公正取引協議会が設けているチョコレート公正競争規約によって定義されている、チョコレートの規格のひとつである。別名ピュアチョコレート規格とも呼ばれる。なお準チョコレート規格やチョコレート規格とは異なる。

## 概要
純チョコレート規格に適合したチョコレートは次のような要件を満たしている。
- チョコレート生地それ自体であること。またはチョコレート生地のみによって作られたチョコレートであること。
- カカオに由来する成分は、ココアバターのみを使用したチョコレートか、ココアバターとカカオマスの両方を使用したチョコレートであること（その他のカカオ由来成分は入っていないこと）。
- 含有する脂肪は、ココアバターのみに由来する脂肪か、ココアバターと乳の両方から得られた脂肪のみであること（それ以外の材料に由来する脂肪を含まないこと）。
- スクロース以外の糖類を使用しないこと。
- スクロースはチョコレートの全重量の55%以下であること。

ただし以上の他にも全国チョコレート業公正取引協議会によって承認された物質は加えてもいいという例外規定が設けられている。このため食品添加物は使わないこととされている条項については有名無実となっており、次のような食品添加物が以下のような一定の制限のもとで使用されたとしても純チョコレート規格に適合したチョコレートといえることになっている。
- 香料を使う場合は、バニラに由来した香料しか使用できない。
- 乳化剤としてレシチンを用いることは認められているが、その添加量はチョコレートの全重量の0.5%以下であること。

またこの例外規定により、今後さらに全国チョコレート業公正取引協議会によって承認された物質が増えれば他の食品添加物を使用しても純チョコレート規格に適合したチョコレートを名乗れる可能性が残されている。